# Palazzina D'Ancona
La palazzina D'Ancona è un edificio di Firenze, situato in piazza d'Azeglio 25-26.

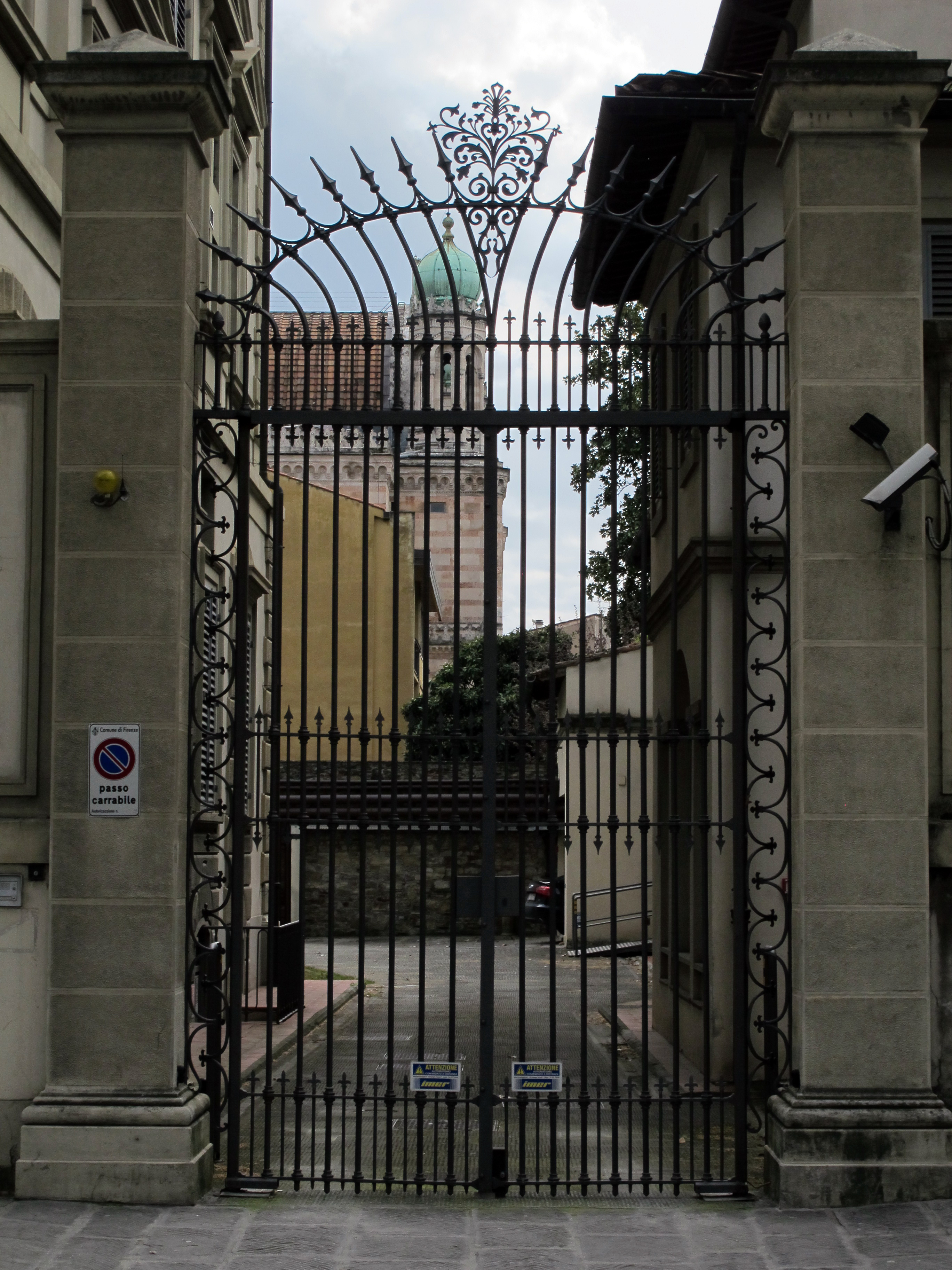
Cancellata

## Storia e descrizione
L'edificio risulta realizzato su progetto dell'architetto Felice Francolini tra il 1869 e il 1871, su commissione del deputato Sansone D'Ancona, uomo politico ben introdotto nei salotti fiorentini, da quello di Ubaldino Peruzzi a quelli dove ruotavano intellettuali e scrittori del calibro di Edmondo De Amicis, Renato Fucini, Isidoro Del Lungo e Pasquale Villari.
La palazzina, decisamente curata ed elegante, presenta un fronte già documentato, senza che siano intervenute modifiche significative, nel 1879 dal periodico Ricordi di Architettura, dove si propone il rilievo del prospetto e la pianta del piano terreno dell'edificio. La distribuzione degli ambienti in pianta rende testimonianza del tenore di vita dei proprietari delle case di questa zona: all'ingresso segue un vestibolo che consente di accedere o alle scale che portano alle camere del primo piano o a un'anticamera. Questa, posta al centro del sistema di ambienti, funziona da snodo per accedere o al salotto, o alla sala da biliardo, o alla galleria. Quest'ultima, aperta sul giardino che si estende sul fianco sinistro, è intermedia e comunicante sia con la sala da pranzo, con la finestra posta in facciata, sia con la sala da biliardo prima citata. All'interno del blocco è uno stretto cortiletto che permette l'ulteriore aerazione e l'illuminazione delle varie stanze. Il tutto a documentare un'attenzione quasi ossessiva nella specializzazione degli ambienti, legata a consuetudini alto borghesi, vuoi nella sfera privata vuoi in quella pubblica delle relazioni sociali, per le quali il salotto, la sala, la sala da biliardo e la galleria si confermano scenario privilegiato.
Nel 1930, passata di proprietà al nobile cortonese Niccolò Mancini Ridolfini Corazzi, la palazzina subì,  su progetto del geometra Italo Marinelli, alcune trasformazioni interne e l'ampliamento del corpo di fabbrica sulla destra dell'edificio (laddove il rilievo prima citato indicava la presenza di un cancello per l'accesso diretto al giardino). Alla morte del nobiluomo, avvenuta il 31 gennaio 1960, la palazzina passò per via testamentaria alla figlia Amalia Mancini Livraga, fino a che, nel 1980, venne acquistata dall'Istituto Federale di Credito Agrario per esigenze di ampliamento della sede, già collocata nella vicina palazzina Carandini (in piazza d'Azeglio 22). «Furono esclusi dalla vendita lo splendido cancello in ferro battuto che era situato nell'androne di ingresso e l'elegante caminetto in pietra, ubicato nel salone del piano terreno. I lavori di restauro e adattamento su progetto dell'architetto Vittorio Casini si protrassero dal 1982 al 1986 riportando il complesso al suo primitivo decoro; furono eliminate le invadenti superfetazioni e recuperati gli elementi architettonici originali».